# Marmorierter Beilbauchfisch
Der Marmorierte Beilbauchfisch (Carnegiella strigata) ist ein zu den Salmlern gehörender Süßwasserfisch aus dem tropischen Südamerika.

## Merkmale
Er erreicht eine Länge von etwa vier Zentimetern und zeigt eine für Beilbauchsalmler typische und an ein Leben dicht unter der Wasseroberfläche angepasste Körperform: ein seitlich abgeflachter Körper mit einem fast waagerecht verlaufenden Rückenprofil und deutlich gewölbter Bauchlinie sowie ein stark oberständiges Maul als Spezialisierung des Nahrungserwerbs an der Wasseroberfläche.
Der Rücken ist dunkel olivgrün. Darunter, vom Kiemendeckel bis zum oberen Abschnitt der Schwanzwurzel, verläuft ein gold bis silbrig schimmernder Strich. Den Bauch mustern drei bis vier unregelmäßig gezackte dunkelbraune bis schwarze Binden. Durch das auffällige Marmormuster unterscheidet sich Carnegielle strigata von allen anderen Beilbauchsalmlerarten, die mehr oder weniger einfarbig silbrig sind. Mit den anderen Arten der Gattung Carnegiella hat er das Fehlen der Fettflosse gemein.
- Flossenformel: Dorsale 10–11, Anale 25–28.
- Schuppenformel: mLR 27–32.

## Verbreitung
Carnegiella strigata hat ein verhältnismäßig großes Verbreitungsgebiet, über das gesamte Amazonasbecken, die Einzugsgebiete der südlichen Nebenflüsse des Amazonas und des Río Caquetá. Es erstreckt sich somit über die Staaten Brasilien, Peru, Kolumbien und die Guayanaländer.
Je nach Fundort kann das marmorartige Farbmuster zwischen stark kontrastreich und reduziert verwaschen liegen. Auch bei anderen Färbungsmerkmalen kann es zu regionalen Unterschieden kommen. Exemplare aus dem Igarapé Sacado (Westbrasilien) unterscheiden sich beispielsweise von Exemplaren anderer Fundorte neben einer besonders kräftigen, schräg nach hinten verlaufenden Bauchbinde und einer fast pigmentfreien Region um die Brustflosse bzw. den Bereich zwischen Auge und Bauchregion zusätzlich durch einen auffälligen Blauglanz sowie eine Rotfärbung der oberen Irishälfte.

## Lebensweise

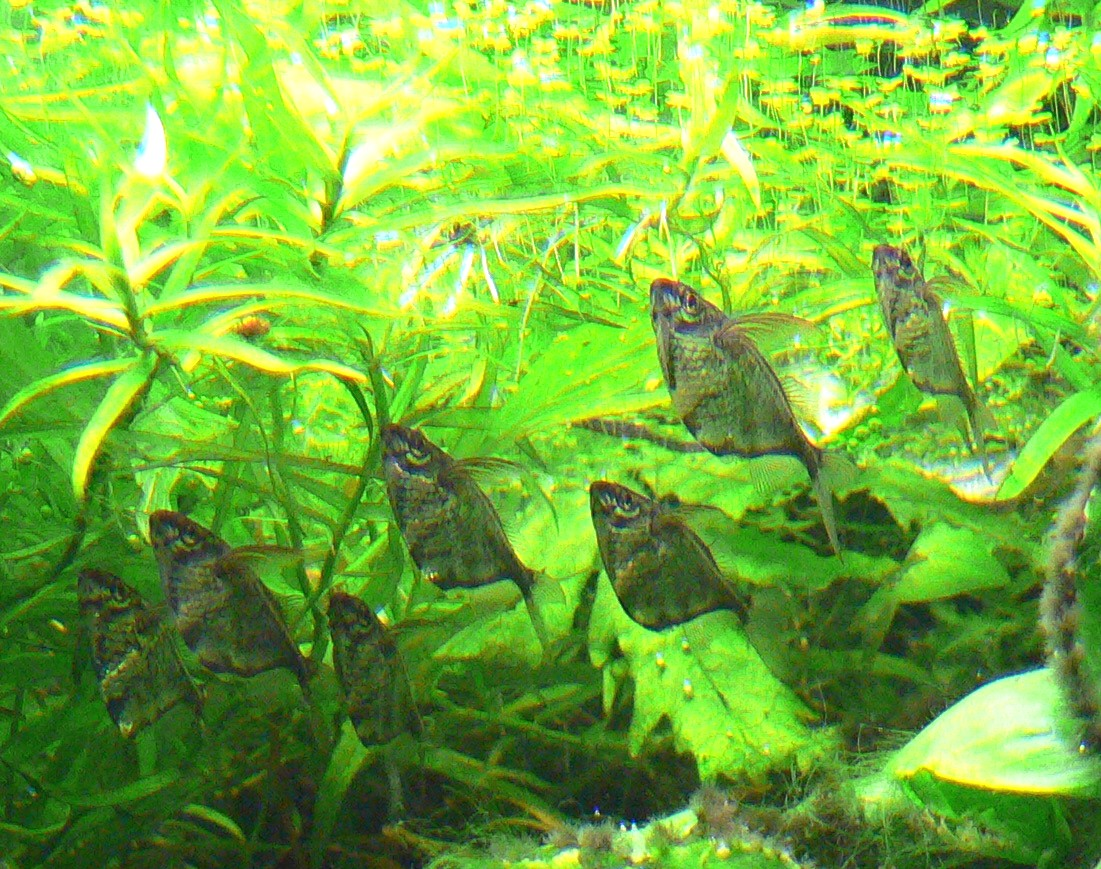
Marmorierte Beilbauchfische im Aquarium

Wegen der weiten Verbreitung sind die Habitate von Carnegiella strigata durchaus unterschiedlich. Er lebt in Bächen, die offene Sumpfgebiete durchziehen, in stark beschatteten Primärurwaldbächen oder in seeartigen, strömungsfreien Gewässern ausgedehnter Überschwemmungsgebiete. Die Wasserfärbung reicht von klar und leicht gelblich (Klarwasser) bis tief dunkelbraun (Schwarzwasser). Durch die unterschiedlichen Gewässertypen und Lichtbedingungen kann der Lebensraum sowohl üppige Unterwasserpflanzenbestände aufweisen als auch vollständig frei von Pflanzen sein.
Trotz dieser Unterschiede sind die von Carnegiella strigata bewohnten Gewässer bezüglich ihrer chemischen Parameter ähnlich. Messungen an den Fundorten zeigen, dass diese überwiegend sehr weich (KH und GH < 1 °dH), sauer bis sehr sauer (pH-Wert zwischen 4,9 und 6,7) und salzarm (elektrische Leitfähigkeit < 30 µS/cm) sind. Die Wassertemperatur liegt meist zwischen 24 und 27 °C, im nördlichen Verbreitungsgebiet auch bei 19 °C.
Auch ist die Lebensweise unabhängig von den verschiedenartigen Lebensräumen sehr ähnlich. Gesellig und friedlich leben sie in großen Gruppen an der freien Wasseroberfläche, häufig bei Wasserständen um 0,5 bis 1 m, und jagen kleine, ins Wasser gefallene Insekten sowie aquatisch lebende Insektenlarven. Sie befinden sich dabei stets am Gewässerrand in Ufernähe, um bei Gefahr pfeilschnell in der dichten, aus Wasser- oder Sumpfpflanzen bestehenden Ufervegetation oder zwischen Ästen, Zweigen und Blättern des im Wasser liegenden Totholzes Schutz zu suchen. Auf der Flucht vor Raubfischen, wie den Hechtsalmlern der Gattung Boulengerella schießen sie dabei häufig über die Wasseroberfläche hinaus, um diesen zu entkommen.
In ihrem Lebensraum leben sie oft in unmittelbarer Nachbarschaft mit anderen kleinen Salmlern wie Hyphessobrycon eques oder Pyrrhulina brevis, Buntbarschen der Gattung Apistogramma sowie Welsen der Gattung Corydoras und der Familie Loricariidae. Im Verbreitungsgebiet von Carnegiella marthae bildet Carnegiella strigata mit diesen gelegentlich gemischte Gruppen.

## Systematik
Der Marmorierte Beilbauchfisch wurde 1864 durch den deutschen Zoologen Albert Günther unter dem Namen Gasteropelecus strigatus beschrieben und später der Gattung Carnegiella zugeordnet. Wahrscheinlich handelt es sich bei Carnegiella strigata um einen Schwarm sehr nah verwandter und äußerlich nicht unterscheidbarer Arten. Der kleinere Schwarzschwingen-Beilbauchfisch (Carnegiella marthae) liegt phylogenetisch innerhalb des C. strigata-Artenschwarms und ist näher mit der im nordwestlichen Brasilien bei Barcelos vorkommenden C. strigata-Population verwandt als diese z. B. mit der im westlichen Bundesstaat Acre vorkommenden C. strigata-Population. C. strigata wird dadurch zu einer paraphyletischen Gruppe, die in Zukunft in mehrere Arten aufgeteilt werden muss.

## Aquaristik

### Haltung
Carnegiella strigata wurde 1912 erstmals in Deutschland eingeführt und ist die erste und bis heute am häufigsten importierte Beilbauchsalmlerart. Im Handel finden sich praktisch nur Wildfänge, da eine kommerzielle Vermehrung bisher nicht gelungen ist. Als Beifang gelangen dabei häufiger auch Exemplare von Carnegiella marthae in den Handel, die von Laien und auch Händlern häufig nicht sofort als eigenständige Art unter Carnegiella strigata erkannt werden.
Da Carnegiella strigata gesellig ist, sollte er in Gruppen ab mindestens fünf Individuen in Aquarien ab einer Länge von 70 cm gepflegt werden. Dem Schwimm- wie auch Schutzbedürfnis der Tiere sollte Rechnung getragen werden, indem große Teile der Wasseroberfläche frei bleiben, die Randzonen an der Wasseroberfläche aber durch Wasserpflanzen, ins Wasser ragende Landpflanzen oder Wurzeln genügend Schutzmöglichkeiten bieten. Das Becken sollte zudem nicht offen sein, da die Tiere gute Springer sind. Die Höhe einer Abdeckung sollte genügend groß sein, damit die Beilbäuche sich bei Sprüngen nicht an in der Abdeckung montierten Gerätschaften verletzen.
Carnegiella strigata sind in den Nahrungsansprüchen nicht wählerisch und nehmen nach Gewöhnung auch Trockenfutter an. Lebende, tiefgefrorene oder gefriergetrocknete Mückenlarven, Wasserflöhe etc. und speziell lebende, flugunfähige Mutationen der Fruchtfliege Drosophila melanogaster entsprechen eher dem natürlichen Nahrungsangebot und sollten wenigstens ergänzend gefüttert werden.
Er kann abweichend der Wasserwerte im natürlichen Habitat auch erfolgreich in leicht alkalischem (pH bis 7,5) und mittelhartem Wasser gepflegt werden (bis 14 °dGH).

### Fortpflanzung und Zucht
Bei allen Beilbauchsalmlerarten ist die Zucht im eigentlichen Sinne bisher noch nicht gelungen. Eine mehr oder weniger spontane Vermehrung von Carnegiella strigata (wie auch von Gasteropelecus sternicla) konnte in einigen wenigen Fällen jedoch bereits beobachtet werden.
Das entscheidende Problem bei der gezielten Zucht scheint die Bildung eines Laichansatzes zu sein, was vermutlich an der fehlenden, für die Entstehung von Geschlechtsprodukten notwendigen Nahrung liegt. Auch kann eine herabgesetzte Kondition aufgrund der häufig auftretenden Erkrankung an bzw. Behandlung gegen Ichthyophthiriose negativen Einfluss auf die Eignung von Zuchttieren haben. Wasserwerte, die denen an natürlichen Fundorten möglichst nahekommen, scheinen für eine erfolgreiche Vermehrung von Vorteil, aber nicht entscheidend zu sein.
Der bisher vielversprechendste Ansatz zur Zucht ist der Versuch, durch reichliches Füttern schwarzer Mückenlarven und Fruchtfliegen die Bildung eines Laichansatzes zu fördern. Hat sich dieser gebildet, kann in weichem, saurem, gegebenenfalls torfgefiltertem Wasser und bei gedämpftem Licht das Ablaichen gelingen.
Bei der Balz sind die Tiere äußerst aktiv und schießen wild an der Oberfläche umher. Während jeder Paarung drücken sich die Fische seitlich aneinander und legen unter der Wasseroberfläche zwei bis fünf Eier. Diese sinken zu Boden oder bleiben in feinfiedrigen Pflanzen oder Wurzeln von Schwimmpflanzen hängen. Die Jungfische schlüpfen nach 30–36 Stunden, schwimmen nach fünf Tagen frei und bilden nach etwa 20 Tagen ihre typische Körperform.